# Тинтин в стране чёрного золота
«Тинтин в стране чёрного золота» (фр. Tintin au pays de l'or noir) — пятнадцатый альбом из серии «Приключения Тинтина» бельгийского карикатуриста Эрже.
Комикс первоначально публиковался с сентября 1939 года до немецкого вторжения в Бельгию в мае 1940 года, когда журнал Le Vingtième Siècle был закрыт, а история прервана. Спустя восемь лет Эрже завершил публикацию комикса в бельгийском журнале «Tintin» с сентября 1948 по февраль 1950 года, а затем был опубликован в сборнике «Casterman» в 1950 году.
Действие происходит накануне войны в Европе, сюжет вращается вокруг попыток молодого бельгийского репортёра Тинтина и его собаки Милу раскрыть группировку боевиков, ответственную за саботаж поставок нефти на Ближний Восток.

## Сюжет
По всей Европе двигатели автомобилей спонтанно взрываются; это совпадает с призраком потенциальной войны по всему континенту, в результате чего капитан Хэддок мобилизуется на флот. Хотя детективы Дюпон и Дюпонн изначально подозревают, что нефтяной кризис — это мошенничество, направленное на развитие бизнеса местной компании по оказанию помощи на дорогах, Тинтин узнаёт от управляющего директора ведущей бельгийской нефтяной компании Speedol, что это результат того, что кто-то подделал бензин у его источника, и обнаруживает заговор с участием члена экипажа одного из их бензовозов, Speedol Star. Все трое работают под прикрытием в качестве новых членов экипажа Star, когда он отправляется в ближневосточное королевство Хемед. Узнав Милу по более раннему исследованию Тинтином корабля, коварный напарник пытается утопить собаку, но впадает в амнезию во время ссоры с Тинтином.
По прибытии Тинтин и детективы были подставлены и арестованы властями по различным обвинениям. Дюпон и Дюпонн оправданы и освобождены, но Тинтина похищает арабский повстанец Баб Эль Эр, который ошибочно полагает, что у Тинтина есть для него информация о поставке оружия. Тинтин сбегает и сталкивается со старым врагом, доктором Мюллером, который саботирует нефтепровод. Он воссоединяется с Дюпоном и Дюпонном во время песчаной бури и в конечном итоге прибывает в столицу Хемеда Вадесдах. Когда Тинтин рассказывает о саботаже, организованном Мюллером, эмиру Мохаммеду Бен Калишу Эзабу, один из приближённых эмира, Али Бен Махмуд, сообщает эмиру, что его сын принц Абдулла пропал. Подозревая, что Мюллер похитил Абдуллу, Тинтин отправляется спасать принца.
Направляясь по следу Мюллера, Тинтин встречает своего старого друга, португальского торговца Оливейру да Фигейру. С помощью Фигейры Тинтин проникает в дом Мюллера и сбивает его с ног. Тинтин сбивает Абдуллу с ног, и пока Абдулла устраивает истерики, Тинтин начинает спорить с ним. Он находит принца, заточённого в темнице, и спасает его, когда прибывает Хэддок с властями. Выясняется, что Мюллер является агентом иностранной державы, ответственным за фальсификацию поставок топлива, изобретя тип химического вещества в форме таблеток под кодовым названием Формула 14, которое значительно увеличивает взрывную силу нефти. Дюпон и Дюпонн находят таблетки и, ошибочно принимая их за аспирин из-за их упаковки как таковой, проглатывают их, в результате чего у них вырастают длинные волосы и бороды, которые меняют цвет. Проанализировав таблички, профессор Турнесоль разрабатывает противоядие для Дюпона и Дюпонна, а также средство борьбы с загрязнением нефтяных запасов.

## Работа над альбомом

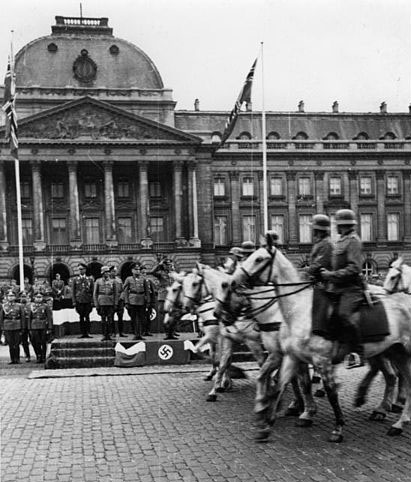
Немецкая кавалерия на параде в Брюсселе

Комикс был заказан консервативной бельгийской газетой Le Vingtième Siècle для её детского приложения Le Petit Vingtième, в котором он первоначально публиковался с сентября 1939 года до немецкого вторжения в Бельгию в мае 1940 года.
Спустя восемь лет Эрже вернулся в «Страну чёрного золота», завершив публикацию комикса в бельгийском журнале «Tintin» с сентября 1948 по февраль 1950 года, после чего она была опубликована в сборнике издательства  Casterman в 1950 году. В 1971 году появилась новая версия комикса.